# Exeed LX
EXEED LX — премиальный компактный кроссовер бренда EXEED, выпускающийся с 2019 года.

## История
В Китае модель была представлена летом 2019 года, продажи начаты в четвёртом квартале 2019 года.
На внешних рынках: с первого квартала 2021 года в Бразилии и с марта 2022 года в России.

## Характеристики
Создан на базе модульной архитектуры T1X: передняя подвеска — независимая типа МакФерсон, задняя — независимая многорычажная. Подвеска настроена австрийской фирмой Benteler.

### Двигатель и коробка передач
Бензиновый 4-цилиндровый турбомотор объёмом 1,5 литра (147 л. с.), с 9-ступенчатым «вариатором» CVT25. Двигатель выполнен на основе литого чугунного блока цилиндров (ACTECO-II). Максимальный крутящий момент 210 Нм достигается в диапазоне оборотов коленчатого вала 1750-4000 об/мин, не менее 80 % от максимального его значения — во всём рабочем диапазоне двигателя (от 1350 до «отсечки» на 6000 об/мин). Используется турбокомпрессор с технологией двойной коррекции фаз впускного и выпускного распределительных валов. Выпускной коллектор отлит в головке цилиндров, а промежуточный охладитель с водяным охлаждением и электронный термостат интегрированы во впускной коллектор.
- Вариатор CVT25 передаёт до 250 Нм максимального крутящего момента. В конструкции используется стальной ремень от Bosсh.
- Расход топлива, л/100 км городской — 10,2 л.
- Расход топлива, л/100 км смешанный — 8 л.
- Расход топлива, л/100 км загородный — 6,8 л.
- Разгон до 100 км/ч, сек — 10,5 .
- Максимальная скорость, км/ч — 185.
- Мощность, кВт — 108 147 л. с..

Бензиновый 4-цилиндровый (SQRF4J16) турбомотор объёмом 1,6 литра (197 л. с.), с 7-ступенчатым «роботом» 7DCT в сочетании с полным приводом. Относится к третьему поколению моторов ACTECO (блок цилиндров из алюминиевого сплава с чугунными гильзами цилиндров), разработанному совместно инженерами Chery и AVL. Имеет максимальный крутящий момент 275 Нм. В двигателе применяется технология iHEC (High Efficiency Combustion) — высокоэффективное сгорание топлива. Впрыск топлива под давлением до 350 бар.
- 7DCT с двумя сцеплениями мокрого типа.
- Расход топлива, л/100 км городской — 9,9 л.
- Расход топлива, л/100 км смешанный — 8,1 л.
- Расход топлива, л/100 км загородный — 7,1 л.
- Разгон до 100 км/ч, сек — 10,2.
- Максимальная скорость, км/ч — 205.
- Мощность, 147 л. с., кВт — 110.

Привод — сначала предлагалось производство только с передним приводом, в конце 2022 года появилась версия EXEED LX AWD с задней осью, подключаемой через электромагнитную муфту фирмы ZF.
Полный привод активируется:
- в начале движения и во время разгона автомобиля;
- при наличии малейшей пробуксовки колес;
- во время бокового заноса и в других подобных ситуациях.

Муфта полного привода отключается при нажатой педали тормоза и при размеренной езде на сухом и ровном дорожном покрытии.
Режимы движения: «Эко», «Комфорт», «Спорт», «Снег», «Грунт», «4 х 4».
Системы автомобиля:
ESС + TMPS (система курсовой устойчивости и давления в шинах), ADAS (система помощи управлением автомобиля и парковкой), круговой обзор 360◦, ABS + EBD (система экстренного торможения), VDC (система динамической стабилизации), DTC (система динамического контроля), TCS + EDL (антипробуксовочная система и система блокировки дифференциалов), HHC (удержание автомобиля на склонах), HBA (усилитель торможения), AutoHold (авторучник), HDC (система помощи при спуске), HAZard warning, CDP, RMI (система предотвращения опрокидывания), HBB (система помощи при экстренном торможении), BDW, BSD (система контроля слепых зон), LCA (ассистент полосы), RCTW (система мониторинга слепых зон) , FCW + AEB (система предотвращения столкновений), АСС (адаптивный круиз контроль), LDW (система контроля полосы).
Комплектации: базовая Luxury и Prestige. Внешне Prestige отличается размерами колёсных дисков в 19, а не 18 дюймов и панорамной крышей. Уже в «базе» включает кожаный салон, электропривод передних сидений, двухзонный климат-контроль, подогрев всех сидений и руля, аудиосистему Arkamys, навигатор, круиз-контроль, задний парктроник, камеру заднего вида, светодиодные фары, датчики света и дождя. Комплектация Prestige дополнительно включает камеры кругового обзора, передний парктроник, панорамную крышу, встроенный видеорегистратор и набор электронных ассистентов.

## Комплектации
| LX LUXURY | LX PRESTIGE PLUS                                                                                             | LX AWD LUXURY PLUS                                                                                             | LX AWD PREMIUM PLUS                                                                                            |
| 1,5 TURBO 147 Л. С.                                                                                          | 1,5 TURBO 147 Л. С.                                                                                          | 1,6 TURBO 150 Л. С.                                                                                            | 1,6 TURBO 150 Л. С.                                                                                            |
| от 3 060 000 ₽                                                                                               | от 3 460 000 ₽                                                                                               | от 3 660 000 ₽                                                                                                 | от 3 840 000 ₽                                                                                                 |
| Базовые параметры                                                                                            | | | |
| Длина х Ширина x Высота, мм                                                                                  | | | |
| 4533 × 1848 × 1690                                                                                           | 4533 × 1848 × 1690                                                                                           | 4533 × 1848 × 1690                                                                                             | 4533 × 1848 × 1690                                                                                             |
| Колесная база, мм                                                                                            | | | |
| 2650 | 2650 | 2650 | 2650 |
| Колея колес (передних/задних), мм                                                                            | | | |
| 1570/1570 | 1570/1570 | 1570/1570 | 1570/1570 |
| Снаряженная масса, кг                                                                                        | | | |
| 1536 | 1536 | 1536 | 1536 |
| Полная масса, кг                                                                                             | | | |
| 1872 | 1872 | 1967 | 1967 |
| Объем топливного бака, л                                                                                     | | | |
| 51 | 51 | 57 | 57 |
| Объем бачка омывателя, л                                                                                     | | | |
| 5 | 5 | 5 | 5 |
| Дорожный просвет, мм                                                                                         | | | |
| 185 | 185 | 185 | 185 |
| Количество мест                                                                                              | | | |
| 5 мест | 5 мест | 5 мест | 5 мест |
| Основные | | | |
| Кузов | | | |
| Несущий кузов                                                                                                | Несущий кузов                                                                                                | Несущий кузов                                                                                                  | Несущий кузов                                                                                                  |
| Привод | | | |
| Передний | Передний | Полный | Полный |
| Тип подвески (передняя/задняя)                                                                               | | | |
| Передняя: независимая, типа McPherson. Задняя: независимая, многорычажная                                    | Передняя: независимая, типа McPherson. Задняя: независимая, многорычажная                                    | Передняя: независимая, типа McPherson. Задняя: независимая, многорычажная                                      | Передняя: независимая, типа McPherson. Задняя: независимая, многорычажная                                      |
| Тормозная система                                                                                            | | | |
| Тормозные механизмы колес (передних/задних)                                                                  | | | |
| Дисковые вентилируемые/Дисковые невентилируемые                                                              | Дисковые вентилируемые/Дисковые невентилируемые                                                              | Дисковые вентилируемые/Дисковые невентилируемые                                                                | Дисковые вентилируемые/Дисковые невентилируемые                                                                |
| Тип стояночного тормоза                                                                                      | | | |
| Электрический                                                                                                | Электрический                                                                                                | Электрический                                                                                                  | Электрический                                                                                                  |
| Усилитель руля                                                                                               | | | |
| Тип усилителя руля                                                                                           | | | |
| Электрический                                                                                                | Электрический                                                                                                | Электрический                                                                                                  | Электрический                                                                                                  |
| Силовой агрегат                                                                                              | | | |
| Тип | | | |
| Рядный четырёхцилиндровый, с распределенным впрыском топлива с турбонагнетателем и промежуточным охлаждением | Рядный четырёхцилиндровый, с распределенным впрыском топлива с турбонагнетателем и промежуточным охлаждением | Рядный четырёхцилиндровый, с непосредственным впрыском топлива с турбонагнетателем и промежуточным охлаждением | Рядный четырёхцилиндровый, с непосредственным впрыском топлива с турбонагнетателем и промежуточным охлаждением |
| Объем двигателя, см³                                                                                         | | | |
| 1498 | 1498 | 1598 | 1598 |
| Максимальная мощность кВт/об. мин, (л. с.)                                                                   | | | |
| 108/5500 (147 л. с.)                                                                                         | 108/5500 (147 л. с.)                                                                                         | 110/5500 (150 л. с.)                                                                                           | 110/5500 (150 л. с.)                                                                                           |
| Максимальный крутящий момент, Нм/об. мин                                                                     | | | |
| 210/1750-4000                                                                                                | 210/1750-4000                                                                                                | 275/2000-4000                                                                                                  | 275/2000-4000                                                                                                  |
| Макс. скорость, км/ч                                                                                         | | | |
| 185 | 185 | 205 | 205 |
| Разгон до 100 км/ч, сек                                                                                      | | | |
| 10,5 | 10,5 | 10,2 | 10,2 |
| Топливо | | | |
| Расход топлива (город), л/100 км                                                                             | | | |
| 10,2 | 10,2 | 9,9 | 9,9 |
| Расход топлива (трасса), л/100 км                                                                            | | | |
| 6,8 | 6,8 | 7,1 | 7,1 |
| Расход топлива (смешанный), л/100 км                                                                         | | | |
| 8 | 8 | 8,1 | 8,1 |
| Выбросы CO2 (смешанный), г/км                                                                                | | | |
| 191 | 191 | 192 | 192 |
| Тип топлива                                                                                                  | | | |
| 92 | 92 | 92 | 92 |
| Экологический класс                                                                                          | | | |
| Euro 6 | Euro 6 | Euro 5 | Euro 5 |
| Трансмиссия                                                                                                  | | | |
| Тип трансмиссии                                                                                              | | | |
| Вариатор CVT9                                                                                                | Вариатор CVT9                                                                                                | Роботизированная коробка передач 7DCT                                                                          | Роботизированная коробка передач 7DCT                                                                          |

## Цены на рынке России
.В России доступен с марта 2022 года, импортируется в готовом виде из Китая. Вначале был доступен только в переднеприводной версии с двигателем 1,5 литра, дефорсированным до 147 л. с., в комплектациях Luxury и  PRESTIGE PLUS по цене 3 060 0000 или 3 460 000 рублей соответственно. С декабря 2022 года стала доступна полноприводная версия EXEED LX AWD, оснащенная двигателем 1,6 литра (дефорсированным до 150 л. с.) с 7-ступенчатым «роботом».
Комплектация Luxury Plus — от 3 660 000 руб.
Комплектация Premium Plus — от 3 840 000 руб.
В 2022 году продано 3217 единиц.